# ミサ曲
ミサ曲（ミサきょく）は、カトリック教会のミサ（感謝の祭儀）に伴う声楽曲。
カトリック教会においては、聖体拝領を伴うミサは、教会の典礼儀式の中で最も重要なものである。典礼文の歌唱は、東西分裂前に発する伝統を有する（ただし、こんにちの東方教会の奉神礼で用いられる形式・祈祷文は、西方教会各教派のものとは大きく異なる）。正教会の聖体礼儀に対して「ミサ」の語が誤用される場合があるが、正教会自身が「ミサ」との呼称を聖体礼儀に対して用いる事はない。
ミサの典礼文には、固有文（proprium）と通常文（ordinarium）があり、固有文はミサの行われる日によって扱われる文が異なるが、ミサ曲は基本的に通常文をテキストとしているため、作曲された時代背景が異なっても、歌詞そのものは一定である。
西方教会においてはグレゴリウス1世の頃より典礼の形式が整備され、最初期のミサにおいては、典礼文はグレゴリオ聖歌や単声による朗唱方式によって歌われた。
これらが音楽的な基盤となり、多声によるミサ曲が書かれるようになった。複数の音楽家がミサの各章ごとに付曲していたが、のちに一人の音楽家が全曲を扱うようになった。全曲を通じて一人の音楽家によって作曲されたミサ曲は、14世紀、ギヨーム・ド・マショーの『ノートルダム・ミサ曲』が最初のものといわれる。さらに、声楽に加えて器楽も付加されるようになり、大規模化された。19世紀、ベートーヴェンの頃には、宗教音楽の域を超えた演奏会用の作品としての位置づけも持つようになった。
現代では、ルネサンス期のものとして、ギヨーム・デュファイ、ヨハネス・オケゲム、ジョスカン・デ・プレ、ジョヴァンニ・ダ・パレストリーナなど、バロック期では、マルカントワーヌ・シャルパンティエの作品や、ヨハン・ゼバスティアン・バッハのロ短調のミサ曲、古典派では、ヴォルフガング・アマデウス・モーツァルトの作品やルートヴィヒ・ヴァン・ベートーヴェンのミサ・ソレムニス、ロマン派ではルイジ・ケルビーニ、ジョアキーノ・ロッシーニ、フランツ・シューベルト、アントン・ブルックナーの作品などが有名である。また、日本の作曲家の作品としては、三枝成彰や佐藤賢太郎のものが挙げられる。

## ミサ曲の構成
ミサ曲の基本的な構成要素は、一般的に、『キリエ』（求憐誦）、『グローリア』（栄光頌、天には神に栄光）、『クレド』（信経、信仰宣言）、『サンクトゥス』（三聖頌、感謝の賛歌）、『アニュス・デイ』（神羔頌、神の小羊）の5曲である。これらはみな通常文といい、どのような場合にも必ず同じ典礼文を用いる。これら5曲をすべて備えたものを通作ミサ曲と呼ぶ。これに対し、『クレド』（信経、信仰宣言）を含まないものをミサ・ブレヴィス（小ミサ）と呼ぶ。ルーテル派では『キリエ』と『グローリア』のみで構成されるものをミサ・ブレヴィスとした。中世では、この他に『イテ・ミサ・エスト』（終わりの言葉、ミサの散会）も作曲された例があるが（例えばギョーム・ド・マショー）、一般には『キリエ』の旋律を当てはめていた。
ミサで歌われるものには、この基本要素に、入祭唱（イントロイトゥス）、昇階唱（グラドゥアーレ）、アレルヤ唱、続唱（セクエンツィア）、奉献唱（オッフェルトリウム）、聖体拝領誦（コンムニオ）などの固有文が加わる。固有文は、例えば祭日や死者ミサなど、時と場合によってその構成が異なる（死者ミサについてはレクイエムの項を参照）。ミサ曲の作曲は、どのミサでも歌われる通常文に対して行われるのが普通で、固有文はグレゴリオ聖歌を使用する場合が多い。年間に用いられる全ての固有文（ただしオッフェルトリウムを除く）に作曲した例はハインリヒ・イザークの3巻の「コラーリス・コンスタンティヌス」（未完/ゼンフル補筆）が存在するのみである。続唱は中世後期からルネサンス期初頭にかけて発達したが、1545年から1563年にかけて開かれたトリエント公会議で大幅に整理された。
|                       | 固有文                                   | 通常文 |
| --------------------- | ---------------------------------------- | ------ |
| 開祭                  | イントロイトゥス                         |        |
| 開祭                  | 祭壇の表敬と会衆への挨拶                 |        |
| 開祭                  | 回心の祈り                               |        |
| 開祭                  | キリエ                                   |        |
| 開祭                  | グローリア                               |        |
| 開祭                  | コッレクタ（集祷文: 集会祈願）           |        |
| 言葉の典礼            | 使徒の書簡（聖書朗読）                   |        |
| 言葉の典礼            | グラドゥアーレ                           |        |
| 言葉の典礼            | アレルヤ/トラクトゥス                    |        |
| 言葉の典礼            | セクエンツィア                           |        |
| 言葉の典礼            | 福音書朗読                               |        |
| 言葉の典礼            | 説教                                     |        |
| 言葉の典礼            | クレド                                   |        |
| 感謝の典礼 （聖餐式） | オッフェルトリウム                       |        |
| 感謝の典礼 （聖餐式） | セクレタ（密唱）とプレファツィオ（叙唱） |        |
| 感謝の典礼 （聖餐式） | サンクトゥスとベネディクトゥス           |        |
| 感謝の典礼 （聖餐式） | カノン（奉献文）                         |        |
| 感謝の典礼 （聖餐式） | パーテル・ノステル（主の祈り）           |        |
| 感謝の典礼 （聖餐式） | アニュス・デイ                           |        |
| 感謝の典礼 （聖餐式） | コムニオ                                 |        |
| 感謝の典礼 （聖餐式） | イテ・ミサ・エスト                       |        |

### 通常文（ordinarium)
通常文の全文（キリエはギリシア語、ほかは、ラテン語による）と、その概要は次のとおり。

#### キリエ (Kyrie)
```
Kyrie eleison. 
Christe eleison.
Kyrie eleison.
```

「キリエ」は「主よ憐れみたまえ」という意味のギリシャ語 "Κυριε ελεησον" から来ている。キリエ参照。

#### グローリア (Gloria)
```
Gloria in excelsis Deo. Et in terra pax hominibus bonae voluntatis.
Laudamus te. Benedicimus te. Adoramus te. Glorificamus te.
Gratias agimus tibi propter magnam gloriam tuam.
Domine deus, rex caelestis, deus pater omnipotens.
Domine fili unigenite, Jesu Christe.
Domine deus, agnus dei, filius patris.
Qui tollis peccata mundi, miserere nobis.
Qui tollis peccata mundi, suscipe deprecationem nostram.
Qui sedes ad dexteram patris, miserere nobis.
Quoniam tu solus sanctus, Tu solus dominus.
Tu solus altissimus, Jesu Christe.
Cum Sancto spiritu, in gloria dei patris, Amen.
```

「グローリア」はラテン語の「栄光」。神の栄光を称える賛歌。冒頭文は『ルカによる福音書』の「天には神に栄光、地には善意の人々に平安」から取られる。これに神とキリストへの讃美と嘆願が続き、「汝は独り聖なり、父の独生の子、世の罪を贖う小羊、イエス・キリストよ。聖霊とともに父の栄光にありて。アーメン」と結ばれる。典礼文の起源は東方教会にある（早課の大栄頌）。なお、ヴィヴァルディやプーランクなど、「グローリア」のみを独立した作品として作曲した例もある。
四旬節、待降節のミサ及びレクイエムでは省略される。

#### クレド (Credo)
```
Credo in unum deum, patrem omnipotentem.
Factorem caeli et terrae, visibilium omnium et invisibilium, 
Et in unum dominum. Jesum Christum filium dei unigenitum.
Et ex patre natum ante omnia saecula.
Deum de deo, lumen de lumine, deum verum de deo vero.
Genitum, non factum, consubstantialem patri: per quem omnia facta sunt.
Qui propter nos homines, et propter nostram salutem descendit de caelis.
Et incarnatus est de spiritu sancto ex Maria virgine: et homo factus est.
Crucifixus etiam pro nobis sub Pontio Pilato: passus, et sepultus est.
Et resurrexit tertia die, secundum scripturas.
Et ascendit in caelum: sedet ad dexteram patris.
Et iterum venturus est cum gloria judicare vivos et mortuos:
cujus regni non erit finis.
Et in spiritum sancutum dominum, et vivificantem: qui ex patre, filioque procedit.
Qui cum patre, et filio simul adoratur, et conglorificatur: qui locutus est per prophetas.
Et unam, sanctam, catholicam et apostolicam ecclesiam.
Confiteor unum baptisma in remissionem peccatorum.
Et exspecto resurrectionem mortuorum. Et vitam venturi saecli. Amen.
```

「クレド」はラテン語で「信じる」。信仰宣言あるいは信条告白といわれる賛歌。ニカイア・コンスタンティノポリス信条（上掲文。日本語訳は項目を参照）のほか、使徒信条などが用いられる。レクイエムでは省略される。

#### サンクトゥス (Sanctus)
```
Sanctus, sanctus, sanctus, dominus deus sabaoth. 
Pleni sunt caeli et terra gloria tua.
Hosanna in excelsis.
```

「サンクトゥス」は、ラテン語で「聖なる」。「聖なるかな、聖なるかな、聖なるかな、万軍の主よ。天と地はあなたの光栄にあまねく満ち渡る。天のいと高きところにホザンナ」。神への感謝を捧げ、その栄光を称える賛歌。
東方教会に起源をもつ祈祷で、典礼文はイザヤ書から取られる。冒頭でサンクトゥスを三回唱えるので、和訳では「三聖頌」とも言う。ちなみにHosanna （ホサンナ）はヘブライ語の音訳で、原義は「救いたまえと（我らは）祈る」。

#### ベネディクトゥス (Benedictus)
```
Benedictus qui venit in nomine domini.
Hosanna in excelsis.
```

短い賛歌で、普通「サンクトゥス」と併せて一つの曲にまとめられる事が多い。マタイ福音書21:9から採られる。
意味はラテン語で「祝福があるように」

#### アニュス・デイ (Agnus Dei)
```
Agnus dei, qui tollis peccata mundi
miserere nobis.
Agnus dei, qui tollis peccata mundi
dona nobis pacem.
```

「アニュス・デイ」はラテン語で「神の小羊」。平和を祈る賛歌。ヨハネ福音書1:29に基づき、これを拡充したもの。

#### イテ・ミサ・エスト (Ite Missa Est)
```
Ite missa est
Deo gratias

```

ミサの解散のための言葉。中世からルネッサンス初頭にかけて作曲された例がある。また、中世フランス（サン・マルシャル楽派、カリクストゥス写本、ノートルダム楽派など）に特徴的であるが「ベネディカムス・ドミノ」が代わりに歌われる事が多かったようである。それ以外はハンガリーの作曲家、コダーイが「ミサ・ブレヴィス」において作曲している。

### 固有文 (proprium)
固有文については、ミサの目的によってテキストが異なるため、その概要について記述するのに留める。ルネッサンス期までは作曲依頼されたミサ曲の目的に合わせて新たに作曲された例もわずかに見られるが、この場合そのミサ曲は年間を通して一度しか演奏される機会が無いことになるため、ミサ曲とは分離して単独の曲として作曲される例が多い。特にオッフェルトリウムの作曲はモーツァルトの頃まで行われている。

#### イントロイトゥス (Introitus)
ミサの開始で歌われ、そのミサの目的が紹介される。和訳では「入祭唱」。現行典礼の「第一朗読」および「答唱詩篇」にあたり、アンティフォナと詩篇唱とドクソロジア（小栄光唱）、すなわちアンティフォナ-詩篇唱-ドクソロジア-アンティフォナ形式で歌われる。降誕節（主の降誕）の日中のミサの例では、アンティフォナでは『旧約聖書』「イザヤ書」9:6から採られた歌詞（Puer natus est......）が「おさな子われらに生まれ、み子われらに与えられぬ。その肩に権威おび、その名大いなる御計画の使いと呼ばれん」と歌われ、詩篇唱では『旧約聖書』「詩篇」97:1からとられた歌詞（Cantate Domino......）が「主に向かいて新しき歌うたえ、主、不思議なるわざなさりしゆえ」と歌われる。グレゴリオ聖歌の場合、旋律は第七旋法で書かれ、喜びにわき上がるような動きが印象的である。

#### グラドゥアーレ (Graduale)
ミサの前半「言葉の儀」において、「使徒の書簡」朗読の後に歌われる。名前の由来は幾つかあるが、いずれの説も祭壇の階段（グラドゥス）に関係する。和訳では「昇階唱」。レスポンソリウム形式で歌われる。降誕節の日中のミサの例では、詩篇97:3、4からとられた歌詞が「地上のすべての国々はわれらが神の救いを見たり。すべての地よ、神をたたえよ。主はその救いを知らせ、民の目の前にその正義を示したまえり」と歌われる。グレゴリオ聖歌の場合、旋律は第五旋法で書かれ、歌詞の母音をのばすメリスマが目立つ（昇階曲参照）。

#### アレルヤ (Alleluia)
もしくはアレルイア。ヘブライ語が語源で非常に古い起源をもつ。レスポンソリウム形式で歌われる。賛嘆の歌なので、待降節、レクイエム、四旬節には歌われず、代わりに次のトラクトゥスが歌われる。和訳では「アレルヤ唱」。

#### トラクトゥス (Tractus)
待降節、レクイエム、四旬節のミサにおいて、アレルヤ唱の代わりに歌われる。和訳では「詠唱」。

#### セクエンツィア (Sequentia)
中世後期からルネッサンスにかけて、アレルヤ唱の説明文的な役割として派生し、アレルヤ唱に続いて歌われるようになった。和訳では「続唱」。セクエンツィアはその後ミサのあちこちに挿入されるようにもなった。トリエント公会議に於いて4曲を残して全て禁止された（後に1曲が追加公認）。レクイエムのセクエンツィアであるディエス・イーレはその残されたものの一つ（セクエンツィア参照）。

#### オッフェルトリウム (Offertorium)
ミサの後半「聖餐式」の始めに最後の晩餐を再現するため葡萄酒と種なしパンを祭壇に捧げるが、この間に歌われる。アンティフォナ形式。和訳では「奉献唱」。

#### コンムニオ (Communio)
「聖餐式」の最後の「聖体拝領（キリストの血と肉の象徴である葡萄酒と種なしパンを信者に配る儀式）」の直前に歌われる。和訳では「聖体拝領唱」。

## レクイエムとの違い
ミサ曲の特殊な形としてレクイエムがある。レクイエムは、「死者のためのミサ曲」あるいは「鎮魂ミサ曲」などと訳され、死者ミサの入祭唱の冒頭句から取られた名称である。通常のミサ曲と典礼文に若干の違いがある。まず通常は教会暦にしたがって通常文（たとえばミサ開始の典礼文である入祭唱）が割り振られる箇所でも、レクイエムでは、入祭唱をはじめとして固有文や儀式に関連する聖歌などが含まれる。また通常のミサで用いる『グローリア』や『クレド』が用いられず、他の通常文も語句が変更される場合などがある。

## 第2バチカン公会議以降のミサ曲
1962年から65年にかけて開かれた第2バチカン公会議では、その典礼改革に於いてミサをラテン語ではなく各国の言語に訳したもので執り行うことが許可された。また、上記で解説されている固有文にも、第2バチカン公会議で変更・廃止され、現代の一般的な典礼では用いられない部分がある。
ミサ曲においてもこれをうけて、例えばアルゼンチンのアリエル・ラミレスによる「ミサ・クリオージャ」（南米大陸のミサ）のように自国の言語によるものが作曲され始めている。日本においては高田三郎による『やまとのささげうた』や『ミサ賛歌I』、その弟子である新垣壬敏の『神の母聖マリア』、サレジオ会の司祭である伏木幹育によるものなど、「典礼聖歌」におさめられたミサ曲がある。
これらのミサ曲は、歌唱の訓練を受けた聖歌隊が歌うためではなく、ミサの参加者である会衆が皆で歌えることを目的としており、演奏会用に作曲された作品群とは趣を異にする。とはいえ、ミサ曲としての構成は同じであり、多くは「Kyrie」「Gloria」「Sanctus（Benedictusも含む）」「Agnus Dei」の4曲、もしくは「Gloria」を除いたもの、「Credo」が加えられたものなどが存在する。